# Jan Paulin
Jan Paulin (11. prosince 1897 Prostějov – 8. listopadu 1978) byl český fotbalista, obránce, československý reprezentant.

## Fotbalová kariéra
Za československou reprezentaci odehrál 28. 6. 1926 přátelský zápas s Jugoslávií, který skončil výhrou 6:2. Jeho bratr byl fotbalista Emil Paulin.

## Ligová bilance
| Ročník                                       | Zápasy | Góly | Klub             |
| -------------------------------------------- | ------ | ---- | ---------------- |
| Asociační liga 1925                          | 6      | 1    | SK Čechie Karlín |
| Středočeská 1. liga 1925/26                  | 17     | 0    | SK Čechie Karlín |
| Kvalifikační soutěž Středočeské 1. ligy 1927 | 2      | 0    | AC Sparta Praha  |
| Středočeská 1. liga 1927/28                  | 1      | 0    | AC Sparta Praha  |
| Středočeská 1. liga 1928/29                  | 4      | 1    | AC Sparta Praha  |
| CELKEM                                       | 30     | 2    |                  |